# كتاب مدينة السيدات
كتاب مدينة السيدات أو بالفرنسيةLe Livre de la Cité des Dames، هو كتاب كتبته كريستين دي بيزان ويعتقد أنها أنهته بحلول عام 1405. ولعل أشهر أعمال بيزان الأدبيّة هو ثاني أعمالها النّثرية المطوّلة. تستخدم بيزان الّلغة الفرنسيّة العامية لتأليف الكتاب، لكنها غالبًا ما تستخدم قواعد النّحو والأعراف ذات النمط اللاتيني في نثرها الفرنسي. يعد الكتاب بمثابة ردها الرسمي على رواية جان دي ميون الشّهيرة "رومان دي لا روز".  يحارب بيزان تصريحات ميون حول المرأة من خلال إنشاء مدينة مجازية للسّيدات. إنّها تدافع عن المرأة من خلال جمع مجموعة واسعة من النّساء المشهورات عبر التّاريخ. يتم "إيواء" هؤلاء النساء في مدينة السّيدات، وهو الكتاب في الواقع. بينما تقوم بيزان ببناء مدينتها، فإنّها تستخدم كل امرأة مشهورة كحجر بناء ليس فقط لجدران ومنازل المدينة، ولكن أيضًا لبنات بناء لأطروحتها. كل امرأة يتم تقديمها إلى المدينة تضيف إلى حجة بيزان تجاه النّساء كمشاركات ذوات قيمة في المجتمع. كما أنّها تدعو لصالح تعليم المرأة.
أنهت كريستين دي بيزان أيضًا بحلول عام 1405 كتاب كنز مدينة السيدات (Le tresor de la cité des dames de degré en degré، المعروف أيضًا باسم كتاب الفضائل الثلاثة)، وهو دليل تعليمي مخصّص للأميرة مارغريت بورغوندي. ويهدف هذا إلى تثقيف النّساء من جميع الطّبقات، حيث تقول الأخيرة للنّساء اللّاتي لديهنّ أزواج: "إذا أرادت التّصرف بحكمة والحصول على مديح العالم وزوجها، فستكون مبتهجة به في كل وقت".  كتابها وكنزها هما أشهر أعمالها، إلى جانب قصيدة ديتي دي جيهان دارك. 

## ملخص

### الجزء الأول
يبدأ الجزء الأول بقراءة كريستين من كتاب مراثي ماثيولوس، وهو عمل من القرن الثالث عشر يتناول الزّواج ويجادل بأن النّساء يجعلن حياة الرّجال بائسة. عند قراءة هذه الكلمات، تنزعج كريستين وتشعر بالخجل من كونها امرأة: "لقد ألهمتني هذه الفكرة بشعور كبير من الاشمئزاز والحزن لدرجة أنّني بدأت أحتقر نفسي وكل جنسي باعتباره انحرافًا في الطّبيعة".  تظهر الفضائل الثلاث [الإنجليزية] بعد ذلك لكريستين، وتخبر كل سيّدة كريستين عن دورها في مساعدتها في بناء مدينة السّيدات. سيدة السّبب، وهي فضيلة طوّرتها كريستين لغرض كتابها، هي أوّل من انضم إلى كريستين وساعدتها في بناء الأسوار الخارجية للمدينة. تجيب على أسئلة كريستين حول سبب افتراء بعض الرّجال على النّساء، وتساعد كريستين في إعداد الأرض الّتي ستُبنى عليها المدينة. طلبت من كريستين "أن تأخذ مجرفة ذكائها وتحفر عميقًا لإنشاء خندق في جميع أنحاء [المدينة،وسوف يساعد العقل في حمل قطع الأرض على كتفيها." هذه "أكوام الأرض" هي المعتقدات السّابقة الّتي كانت كريستين تؤمن بها. اعتقدت كريستين، في بداية النّص، أن المرأة يجب أن تكون سيّئة حقًا لأنّها "نادرًا ما تجد عملاً أخلاقيًا لأيّ مؤلّف لم يخصّص فصلًا أو فقرة لمهاجمة الجنس الأنثوي. [لذلك كان عليها] أن تقبل [هؤلاء المؤلّفون] لديهم رأي [آراء] غير مواتية للنّساء لأنّه من غير المحتمل أن يكون هذا العدد الكبير من الرّجال المتعلمين، الّذين يبدو أنّهم يتمتّعون بمثل هذا الذّكاء الكبير والبصيرة في كلّ شيء، قد كذبوا في العديد من المناسبات المختلفة. كريستين لا تستخدم العقل لاكتشاف مزايا المرأة. إنّها تصدّق كل ما تقرأه بدلاً من التّركيز على سرد جميع الأعمال العظيمة الّتي أنجزتها النّساء. لمساعدة كريستين على رؤية السّبب، تأتي سيّدة العقل وتعلّم كريستين. إنّها تساعد كريستين في تبديد وعيها الذّاتي والأفكار السّلبية للكتاب السّابقين. من خلال إنشاء كتاب Lady Reason، لا تقوم كريستين بتعليم نفسها المجازية فحسب، بل تعلّم قرائها أيضًا. إنّها لا تعطي سببًا لنفسها فحسب، بل تمنح القراء والنساء أيضًا سببًا للاعتقاد بأن المرأة ليست مخلوقات شريرة أو عديمة الفائدة ولكن بدلاً من ذلك لها مكانة مهمّة داخل المجتمع.

### الجزء الثاني
في الجزء الثّاني، تقول سيّدة الاستقامة أنها ستساعد كريستين "في بناء المنازل والمباني داخل أسوار مدينة السّيدات" وملؤها بالسّكان "السّيدات الشّجاعات ذوات الشّهرة العظيمة". أثناء البناء، تخبر سيّدة الاستقامة كريستين بأمثلة و"قصص السّيدات الوثنيّات والعبريّات والمسيحيّات"  اللواتي امتلكن موهبة النّبوة أو العفّة أو الإخلاص لعائلاتهنّ وللآخرين. تناقش كريستين وليدي ريكتيتيود أيضًا مؤسّسة الزّواج، وتجيبان على أسئلة كريستين فيما يتعلّق بادّعاءات الرّجال حول الصّفات السّيئة الّتي تجلبها المرأة للزّواج. تصحّح سيّدة الاستقامة هذه المفاهيم الخاطئة بأمثلة لنساء أحببن أزواجهنّ وتصرفن بشكل فاضل، مشيرة إلى أنّ هؤلاء النّساء الشّريرات تجاه أزواجهنّ "مثل المخلوقات الّتي تتعارض تمامًا مع طبيعتها".  تدحض أيضًا الادّعاءات القائلة بأن النّساء غير عفيفات وغير ثابتات وغير مخلصات ولئيمات بطبيعتهن من خلال قصصهنّ. ينتهي هذا الجزء بمخاطبة كريستين النّساء وتطلب منهن الصلاة من أجلها بينما تواصل عملها مع سيدة العدل لإكمال المدينة.

### الجزء الثالث
في الجزء الثّالث، تنضمّ ليدي جاستيس إلى كريستين "لإضافة الّلمسات الأخيرة" على المدينة، بما في ذلك جلب ملكة لحكم المدينة. تخبر سيّدة العدل كريستين عن القدّيسات الّلاتي تمت الإشادة بهنّ لاستشهادهن. وفي ختام هذا الجزء، توجّه كريستين خطابًا آخر لجميع النّساء معلنة اكتمال مدينة السّيدات. وتطلب منهن الدّفاع عن المدينة وحمايتها واتباع ملكتهم (مريم العذراء). كما تحذّر النّساء من أكاذيب المفترين قائلة: "اطردوا هؤلاء الكذابين الخائنين الّذين لا يستخدمون إلّا الحيل والكلمات المعسولة ليسرقوا منك ما يجب عليك الحفاظ عليه قبل كل شيء: عفتك وسمعتك الطيبة".

## تأثير بوكاتشيو
المصدر الرّئيسي للمعلومات لكريستين كان كتاب جيوفاني بوكاتشيو De mulieribus claris (عن النساء المشهورات)، ربّما في النّسخة الفرنسية. كان هذا النّص عبارة عن أطروحة عن السّيرة الذّاتية لنساء مشهورات قديمات. استشهدت كريستين أيضًا من ديكاميرون لبوكاتشيو في المراحل الأخيرة من مدينة السيدات . حكايات جيسموندا وليزابيتا، على سبيل المثال، مقتبسة من ديكاميرون لبوكاتشيو.
يمكن رؤية تأثير بوكاتشيو في موقف كريستين من تعليم الإناث. في حكاية ريا إيليا، يدافع بوكاتشيو عن حقّ الشّابات في اختيار الحياة العلمانيّة أو الدينيّة. ويذكر أنّه من المضرّ وضع الفتيات الصّغيرات في الأديرة وهنّ "جاهلات أو صغيرات جدًّا أو تحت الإكراه".  يقول بوكاتشيو إنّ الفتيات يجب أن "ينشأن منذ الصّغر في بيت أبيهن ويتعلّمن الصّدق والسّلوك الفاضل. ثم عندما يكبرن ويعرفن جيدًا ما يفعلن"  يمكنهن اختيار حياة الرهبنة. يعتقد بوكاتشيو أن الفتيات الصّغيرات بحاجة إلى أن يتعلّمن عن الحياة والفضائل قبل تكريسهن لله.
وفي حين أنّه لا يقول إن النّساء يجب أن يحصلن على تعليم رسميّ، إلّا أنّه لا يزال يدعو إلى أن يكون للمرأة رأي في حياتها والحق في أن تكون على علم جيد بمستقبلها المحتمل. لذلك، كان من الممكن أن يكون إيمان بوكاتشيو بتعليم الفتيات الصّغيرات الحياة العلمانيّة والدّينية بمثابة نقطة انطلاق لإيمان كريستين بتعليم الإناث. ومع ذلك، كانت وجهة نظر بوكاتشيو، وفقًا لمارغريت كينج وألبرت رابيل، "متحيّزة جنسيًّا من حيث أنّه أشاد بالقيم التّقليدية للعفّة والصّمت والطّاعة لدى المرأة، علاوة على تصوير المرأة في المجال العام على أنّها تعاني كشكل من أشكال العقاب لتجاوز الحدود.
يُستخدم نص بوكاتشيو بشكلٍ أساسيّ في الجزأين الأول والثّاني من الكتاب، بينما يعتمد الجزء الثّالث بشكل أكبر على كتاب ميروير التّاريخي لجان دي فينيي (1333). هذا النّص هو التّرجمة الفرنسية للأجزاء التاريخية من Speculum Maius، وهي موسوعة كتبها فنسنت أوف بوفيه والتي بدأت بعد عام 1240.  

## المواضيع
كتاب مدينة السيدات هو مجتمع استعاري يتمّ فيه تعريف كلمة "سيّدة" على أنّها امرأة ذات روح نبيلة، بدلاً من الأصل النّبيل. يحتوي الكتاب، وبالتّالي المدينة، على نساء من العصور الماضية، بدءًا من الوثنيين إلى اليهود القدماء إلى القدّيسين المسيحييّن في العصور الوسطى. يتضمّن الكتاب مناقشة بين كريستين دي بيزان والفضائل الثّلاث الّتي تمّ إرسالها لمساعدة كريستين في بناء المدينة. هذه الفضائل -العقل والاستقامة والعدالة- تساعد كريستين في بناء أسس المدينة وبيوتها، وكذلك اختيار النّساء الّلاتي سيقيمن في مدينة السّيدات. كل امرأة تختارها الفضائل للعيش في المدينة تكون بمثابة مثال إيجابي تتبعه النّساء الأخريات. تعتبر هؤلاء النساء أيضًا أمثلة على التّأثيرات الإيجابيّة الّتي أحدثتها المرأة على المجتمع.
تسأل كريستين عن الفضائل إذا كان ينبغي تعليم النّساء مثل الرّجال ولماذا يعتقد بعض الرّجال أنّه لا ينبغي تعليم النّساء. الأسئلة الأخرى الّتي يتمّ استكشافها هي: جريمة الاغتصاب، والميل الطّبيعي لدى النساء للتّعلم، وموهبتهن في الحكومة.